# Oh, Moses!
Oh, Moses! (Originaltitel: Wholly Moses!) ist eine im Stil von Monty Python oder Mel Brooks gehaltene Parodie auf den Film Die zehn Gebote und die Lebensgeschichte von Moses.

## Handlung
Eine Reisegruppe, der auch die jungen Touristen Harvey und Zoey angehören, findet in der Judäischen Wüste  eine Höhle, in der seit tausenden Jahren Pergamentrollen lagern.
Auf diesen müssen sie jedoch feststellen, dass nicht Moses, sondern ein einfacher Schneiderssohn namens Herschel die Israeliten aus Ägypten geführt hat. Moses selbst habe sich nicht der Aufgabe gewachsen gefühlt und seinem Kumpel Herschel die Aufgabe übertragen.
Doch der Pharao lässt sich nicht so leicht umstimmen, so dass Gott zehn Plagen über Ägypten schickt.

## Hintergrund
Die filmische Geschichte, in der auch andere biblische Charaktere und Mythen satirisch beleuchtet wurden, darunter David und Goliath, Lot und seine Frau sowie die Wunder Jesu, überrascht mit der Erkenntnis, dass selbst ein Trottel wie Herschel ein Held sein könne. Dies mag ein Grund gewesen sein, wieso Kritiker auch hier den respektlosen Umgang mit einer biblischen Geschichte angeprangert haben.